# Anna Eleonora von Nassau-Saarbrücken-Weilburg
Anna Eleonora von Nassau-Saarbrücken-Weilburg (auch Anna Eleonore; französisch Anne-Eléonore de Nassau-Saarbruck-Weilbourg, bzw. als Witwe la duchesse Anne-Eléonore de Nassau-Saarbruck, veuve de Louis-Frédéric, duc régnant de Wurtemberg-Montbéliard, * 9. September 1602 im Schloss Weilburg; † 7. September 1685 in Reichenweier) war eine geborene Gräfin von Nassau-Saarbrücken aus der Linie Weilburg(-Gleiberg) und durch Heirat Herzogin von Württemberg, Gräfin zu Mömpelgard.

## Leben
Anna Eleonora war das einzige Kind, die posthum geborene Tochter des Grafen Johann Casimir von Nassau-Saarbrücken-Weilburg zu Gleiberg und der Elisabeth, geb. Landgräfin von Hessen-Darmstadt. Ihre Mutter hatte nach dem Tod des Vaters das Schloss Wehen als Witwensitz bezogen.
Sie wurde die zweite Ehefrau von Herzog Ludwig Friedrich von Württemberg-Mömpelgard. Er war in erster Ehe mit ihrer Kusine Elisabeth Magdalena von Hessen-Darmstadt verheiratet. Anna Eleonora heiratete ihn am 15. Mai 1625 in Darmstadt, am Hof ihres Oheims Landgraf Ludwig V., der auch der Vater ihrer verstorbenen Kusine war. Der Ehe entstammten drei Kinder, von denen nur das 1626 erstgeborene, Sohn Georg nicht bereits als Kind starb. Die beiden anderen Kinder Anna Eleonoras starben sehr früh: Heinrich (1627/1628) und Georgia Ludovica (1630). Wie ihre Mutter wurde Herzogin Anna Eleonora im Jahr 1630 Mitglied der 1619 gegründeten Tugendlichen Gesellschaft. Sie erhielt am 4. März 1630 den Gesellschaftsnamen die Billige – in rechten Sachen.
Nach dem Tod ihres Mannes im sechsten Ehejahr, 1631, übernahm Anna Eleonora – zusammen mit den Vormündern – die Verantwortung für die Erziehung des noch unmündigen Nachfolgers Leopold Friedrich und seiner Geschwister aus der ersten Ehe ihres Gatten mit ihrer verstorbenen Kusine mütterlicherseits. Infolge der Bedrohungen und Wirren des Dreißigjährigen Krieges mussten sie und ihre Familie mehrfach aus der Grafschaft Mömpelgard fliehen und etliche Jahre außer Landes verbringen. Sechs Jahre lebten sie im schweizerischen Exil in Biel. Im August 1643 erreichten die Söhne und Kanzler Forstner in Paris, dass Horburg und Reichenweier als Wittum Anna Eleonoras unter den besonderen Schutz des französischen Königs gestellt wurden. Ihr 1626 geborener Sohn Georg regierte die Grafschaft Württemberg-Mömpelgard nach dem Tod seines älteren Halbbruders ab 1662 als Georg II., musste 1676 aber vor Besatzung durch französische Truppen unter Ludwig XIV. fliehen und lehnte 1684 eine mögliche Rückkehr unter französischer Lehnshoheit ab. Bis 1698 wurde Mömpelgard daher von seinem Vetter Friedrich Karl aus der Linie Württemberg-Winnental administriert.

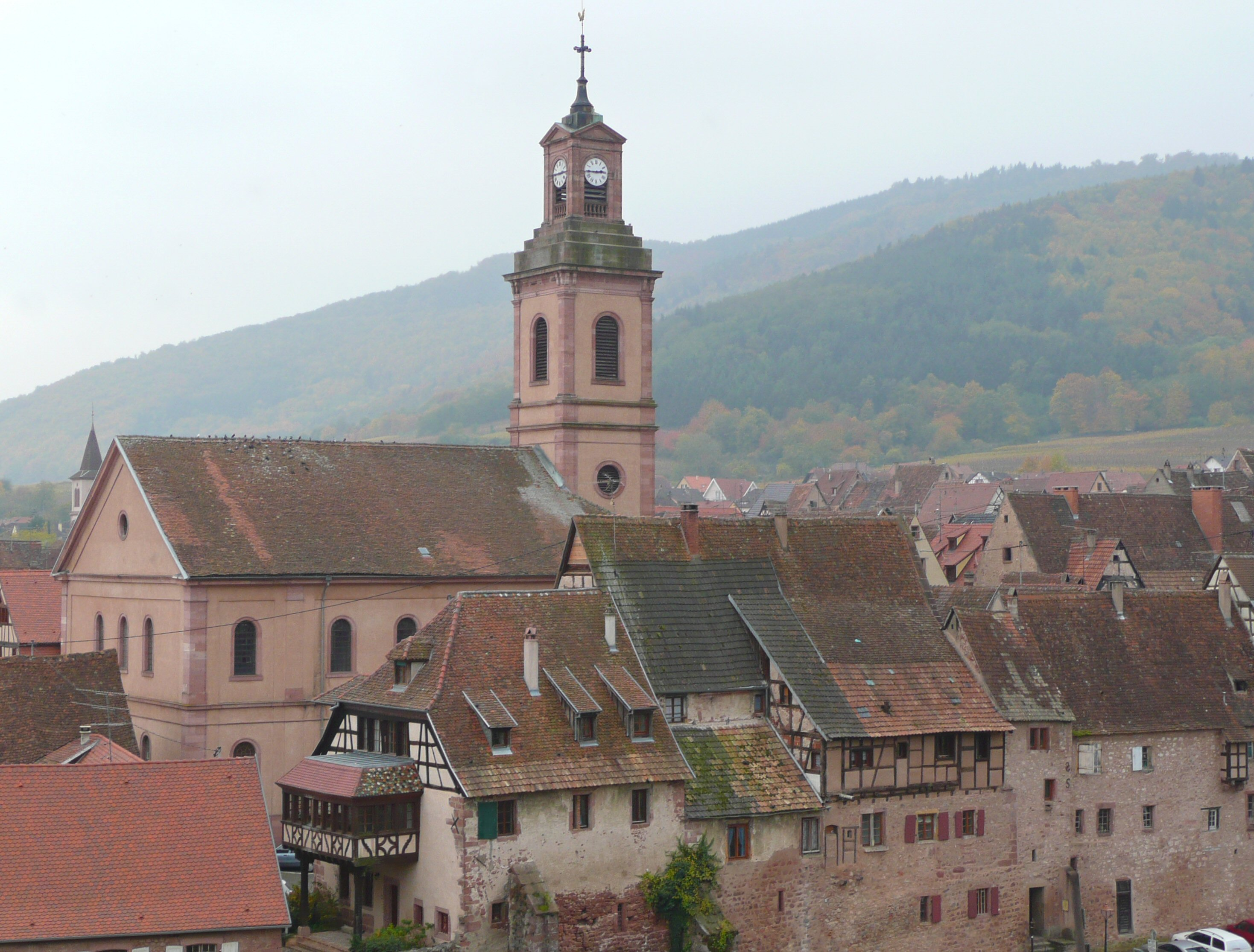
Margarethenkirche in Reichenweier, Ruhestätte der Gebeine Anna Eleonoras für die ersten 16 Jahre nach ihrem Tod

Die Beisetzung der 1685 in Reichenweier verstorbenen Anna Eleonora von Nassau-Saarbrücken, zweiten Gemahlin des verstorbenen Herzogs Ludwig Friedrich, fand in einem Zinnsarg statt. Wegen „vielerlei Hindernisse und Diffikultäten“ wurde ihr Leichnam nicht nach Mömpelgard überführt, sondern im Chor der Margarethenkirche in Reichenweier bei Nacht beigesetzt.

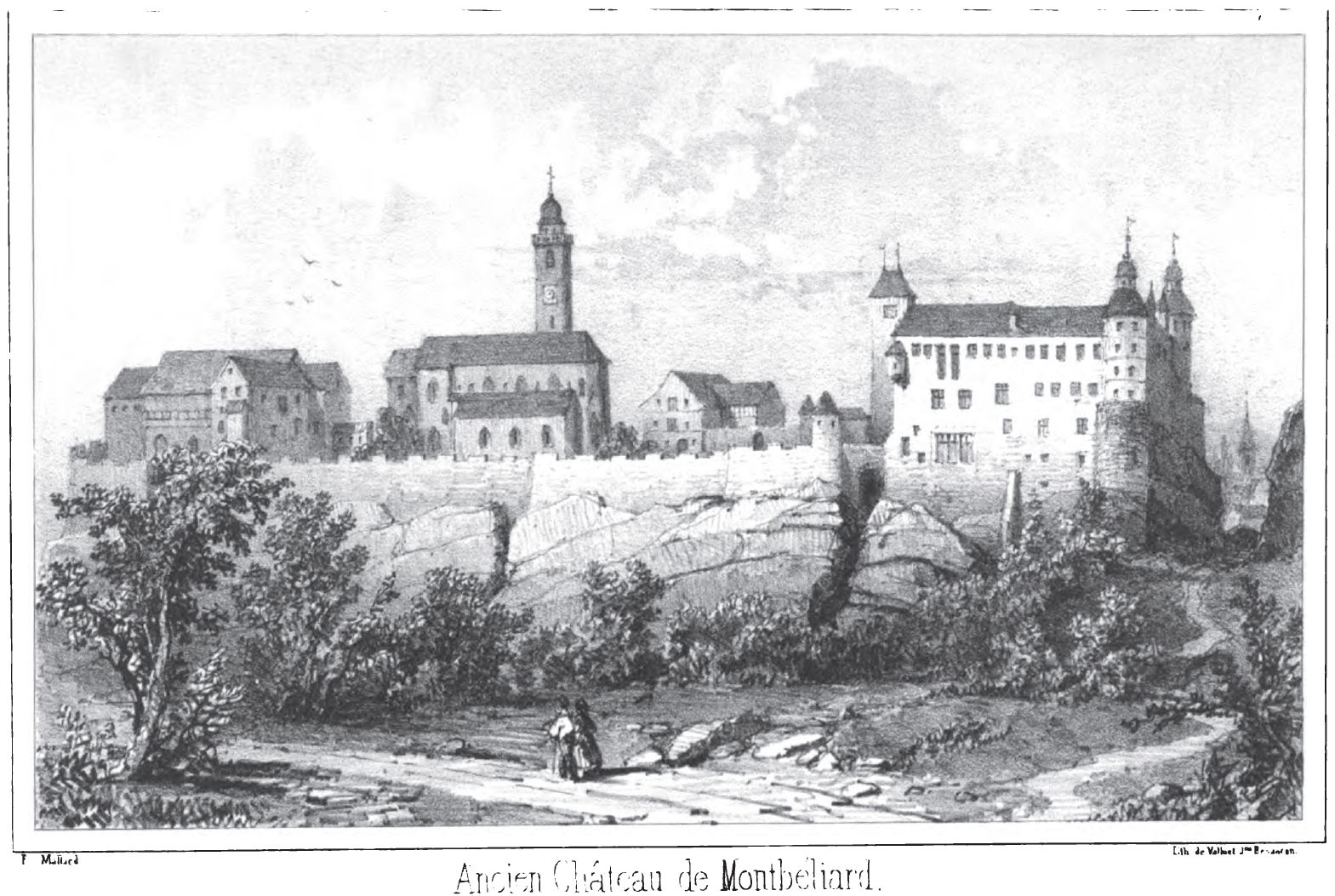
Ansicht des Mömpelgarder Residenzschlosses um 1800. Die alte Kirche Saint-Maimboeuf, wohin Anna Eleonoras Gebeine 1701 umgebettet wurden, dominierte die Esplanade des Schlosses mit der hohen Silhouette ihres Glockenturms mit Kupferdach. 1810 wurde die Kirche abgerissen. Die heutige, im späteren 19. Jahrhundert errichtete Kirche Saint-Maimboeuf steht an einem anderen Ort: im Vorort Besançon

1701 erfolgte die Überführung ihrer Gebeine in die Stiftskirche St. Maimboeuf in Mömpelgard.
Es sind Archivalien zu Ansprüchen der Herzogin Anna Eleonora wegen verschiedener Gelder erhalten: Akten betreffend ihre Ansprüche als Witwe des Herzogs Ludwig Friedrich von Württemberg, wegen:
1. des von ihrer Mutter Elisabeth, geb. Landgräfin von Hessen-Darmstadt, ihrem Vater Johann Casimir von Nassau zugebrachten Heiratsguts von 12000 fl., bis zu dessen völliger Bezahlung sie das Recht geltend macht, das ihrer Mutter zur Versicherung gesetzte Schloss, Stadt und Flecken Wehen „iure retentionis vel pignoris einzubehalten“
2. der ihrer Mutter versprochenen und von ihr geerbten Widerlage von 12000 fl.
3. eines Legates von 6000 fl.
4. einiger Ausstände von den Wittumsgefällen
5. ihres eigenen Heiratsguts von 8000 fl.[12]